# 名豊ビル
名豊ビル（めいほうビル）は、愛知県豊橋市駅前大通にあった複合商業施設。1968年（昭和43年）10月8日に開業し、2017年（平成29年）4月30日に閉鎖された。

## 歴史

### 前史
戦前のこの場所には豊橋市立狭間尋常小学校があったが、1945年（昭和20年）6月19日から20日の豊橋空襲で甚大な被害を受けたため、狭間小学校は1949年（昭和24年）12月に閉校となって豊橋市立松山小学校に統合された。
戦後に豊橋駅の駅前広場を占拠する形で形成された「闇市」を1945年（昭和20年）12月31日までに駅前大通の両側と神明町に仮移転。
神明町の仮移転先が公園用地であったことから、1949年（昭和24年）8月31日までに再度の移転を豊橋市当局が要求。
その移転先として、龍拈寺境内と狭間小学校跡地が提供されることになり、1950年（昭和25年）12月に狭間小学校跡地の駅前大通に面する形で「大豊百貨店」が開業した。
その「大豊百貨店」を移転するために「牟呂用水」を暗渠化し、その上の萱町橋から大手橋までの間に1965年（昭和40年）に「大豊水上ビル商店街」が建設された。

### 開業から新館の増設へ
そして、「大豊百貨店」跡地には東三河地方総合開発の一環として「名豊ビル」の建設が計画され、1968年（昭和43年）10月8日に開業した。
この建設の為、名古屋鉄道が50％を出資したほか、豊橋鉄道が10％で他の豊橋財界が40％を出資した「名豊ビル」により建設が進められた。
開業時には、地下1階がバスターミナル関連施設と食品街で、地上1階から4階までと7階が専門店街で、4階と5階にスーパーの西川屋豊橋店（後のユニー）という商業施設が入居。
7階から9階の豊橋グランドホテルや中日文化センター等を擁する複合ビルだった。
なお、中日文化センターは、後に新館の5階と6階に移転している。
当館の開館により、駅前大通の歩行者通行量は、1966年（昭和41年）の約5,700人から約11,100人へ増加した。
はざま公園の地下に建設された豊橋バスターミナルは5バースのバスターミナルで同名の企業が管理運営する形で、1969年（昭和44年）8月5日に「自動車ターミナル」の免許申請を行い、同月31日に開業した。
その結果、駅前大通の歩行者通行量は、駅前大通の歩行者通行量は、1970年（昭和45年）には約22,800人とさらに増加し、1966年（昭和41年）の約4倍となり、1966年（昭和41年）の約14,500人から約13,000人へ減少した広小路を逆転した。
また、1972年（昭和47年）8月に60台収容の駐車場を開設している。
そして、1974年（昭和49年）に新館が開業し、9月にユニー名豊店が増床。

### サーラグループによる買収から閉館・再開発へ
2004年（平成16年）3月31日に中部ガスの全額出資子会社・中部ガス不動産が名古屋鉄道から株式を取得し、出資比率を2.27%から100%に引き上げて完全子会社化。サーラグループの運営に変わった。
2008年（平成20年）に中部ガス不動産株式会社が名豊ビル株式会社を吸収合併し、中部ガス不動産名豊ビル事業部門の運営に変わった。
2006年（平成18年）9月30日に豊橋バスターミナルが廃止され、月極駐車場となった。
2011年（平成23年）6月20日に豊橋グランドホテルが閉館した。
名鉄グループだったことから、サーラグループが受け継いだ後も商業施設では名鉄グループのギフトカードが利用可能であった。
2017年（平成29年）3月31日をもって本館地下1階からアクセスできた月極駐車場が営業を終了。
名豊ビルは2017年（平成29年）4月30日をもって営業を終了し、48年半の歴史に幕を閉じた。
そして、名豊ビルは2018年（平成30年）に取り壊された。
豊橋市は名豊ビル・開発ビル・狭間児童広場跡地で豊橋駅前大通二丁目地区第1種市街地再開発事業が進められ、再開発で出来る施設名が「emCAMPUS」と名付けられた。
当館跡地には、「豊橋駅前大通二丁目地区市街地再開発組合」により地下1階・地上24階建ての「emCAMPUS EAST」が建設され、2021年（令和3年）7月1日に竣工した。
「emCAMPUS EAST」は、1階が商業施設で、2階と3階が図書館などの公共施設、4階と5階がオフィスフロアで、7階から24階までが分譲マンションザ・ハウス豊橋」となった。

## 施設概要

### 本館
開業時には、地下1階がバスターミナル関連施設と食品街で、地上1階から4階までと7階が専門店街となっていて、豊橋市の地場資本23店舗・名古屋資本24店舗・豊橋以外の三河資本7店舗・名古屋以外の尾張資本2店舗・静岡県資本2店舗・三重県資本1店舗と東海地方の店舗が多くを占めた他に東京資本19店舗と関西資本6店舗と遠方の資本による出店もあった。
ユニー名豊店は1992年（平成4年）8月に閉店し、跡地は貸しホールとして運営されていた。
2016年時点では店舗は1階に集約され、地下1階及び2階 - 4階は閉鎖されている。5階にイベントホール、6階にギャラリースペースを設け、各種イベントや展示会などに利用されている。6階には中部ガス等のオフィステナントもある。
2011年頃までは地下1階から地上4階までが商業施設となっており、かつてはこれらを総称して「ハイショップ名豊」と呼んでいたが、1997年以降は「い・き・い・きプラザ」と呼ばれていた。

### 新館
5階と6階に豊橋中日文化センターが入居していた。
1階 - 6階までは、オフィステナントを中心としたゾーンとなっており、名豊ビル事業所を始め、サーラグループの事業室や、時事通信社の豊橋支局等が入居している。

### はざまビル
1階は飲食店等、2 - 5階はテナントスペースとなっている。

## 交通アクセス
- JR東海道本線・飯田線・名鉄名古屋本線 豊橋駅から徒歩約5分。
- 豊橋鉄道渥美線 新豊橋駅から徒歩約5分。
- 豊橋鉄道東田本線 駅前大通停留場から徒歩約1分。

### 広報など1次資料
1. ↑  “会社概要”.   中部ガス不動産. 2023年6月13日閲覧。